# Dysdera pavani
Dysdera pavani là một loài nhện trong họ Dysderidae.
Loài này thuộc chi Dysdera. Dysdera pavani được miêu tả năm 1941 bởi Caporiacco.